# Kosteletzkya reclinata
Kosteletzkya reclinata är en malvaväxtart som beskrevs av P.A. Fryxell. Kosteletzkya reclinata ingår i släktet Kosteletzkya och familjen malvaväxter. Inga underarter finns listade i Catalogue of Life.